# Соколова Пустынь
Соколова Пустынь — деревня в Ступинском районе Московской области в составе Городского поселения Ступино (до 2006 года входила в Лужниковский сельский округ). На 2016 год в Соколовой Пустыни 3 улицы, 2 переулка 2 тупика и 10 садовых товариществ.
Впервые в исторических документах упоминается в 1578 году, как монастырь Пречистые Богородицы Соколовы пустыни на реке Оке (пустынь существовала с XVI века), упразднённый в 1-й половине XVIII века. С середины XIX века упоминается, как деревня Соколова Пустырь. В 1895 году был основан Иоанно-Предтеченский женский скит, закрытый после революции. При ските действовала деревянная одноглавая церковь Усекновения Главы Иоанна Предтечи, с колокольней, также 1895 года постройки, уничтоженная в середине XX века.

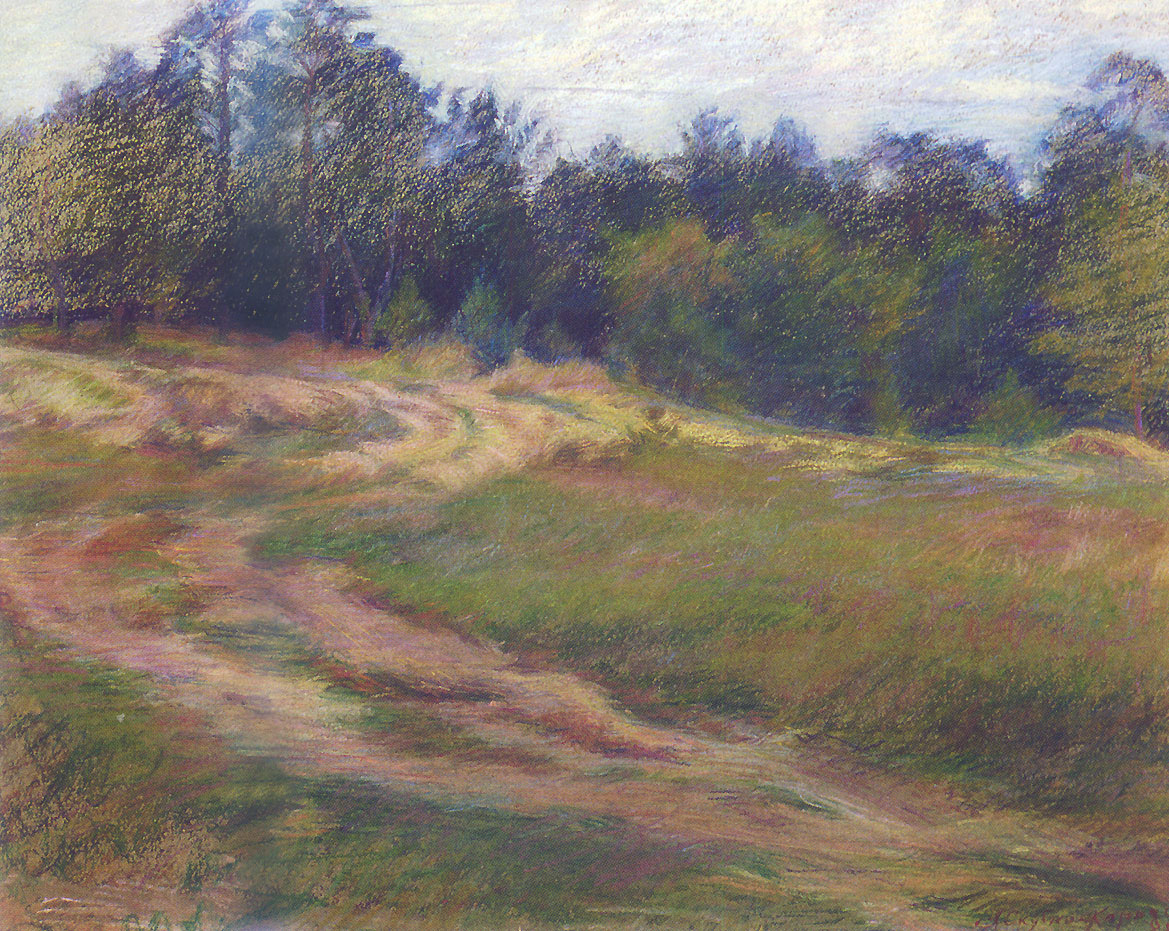
«Дорога к деревне Соколова Пустынь», картина Л. Л. Скубко-Карпас, 1980 год

## Население
| 2002 | 2006 | 2010 |
| ---- | ---- | ---- |
| 129  | ↘84  | ↘60  |

Соколова Пустынь расположена на юге района, на левом берегу реки Ока, у восточной стороны автодороги Дон, высота центра деревни над уровнем моря — 127 м. Ближайшие населённые пункты: Лужники — более 2 км на восток, райцентр и Ступино — около 5 км на северо-восток.

## Интересные факты
В послевоенные десятилетия на своей даче в Соколовой пустыни жили известный советский художник-анималист Д.В. Горлов и его жена Ольга, дочь знаменитого российского художника Валентина Серова. 
"С 1949 г., после смерти своей первой жены, Ольги Серовой (1890-1946), дочери живописца Валентина Серова, Горлов построил дом на берегу Оки, в поселке Соколова Пустынь, с этим домом связаны последние сорок лет его жизни. Отсюда он отправлялся в заповедники Пущино и Аскания Нова. Этот дом существует и в наши дни, в нем находится частный Дом-музей Д.В. Горлова".